# 近衛歩兵第1連隊
近衛歩兵第1連隊（このえほへいだい1れんたい、近衛歩兵第一聯隊（旧字体：近󠄁衞步兵第一聯隊󠄁））は、大日本帝国陸軍の連隊のひとつ。近衛歩兵第2連隊とならび日本陸軍最初の歩兵連隊である。西郷隆盛が率いた御親兵が母体となっている。北の丸公園内、パレスサイドビルディングそばに記念碑がある。

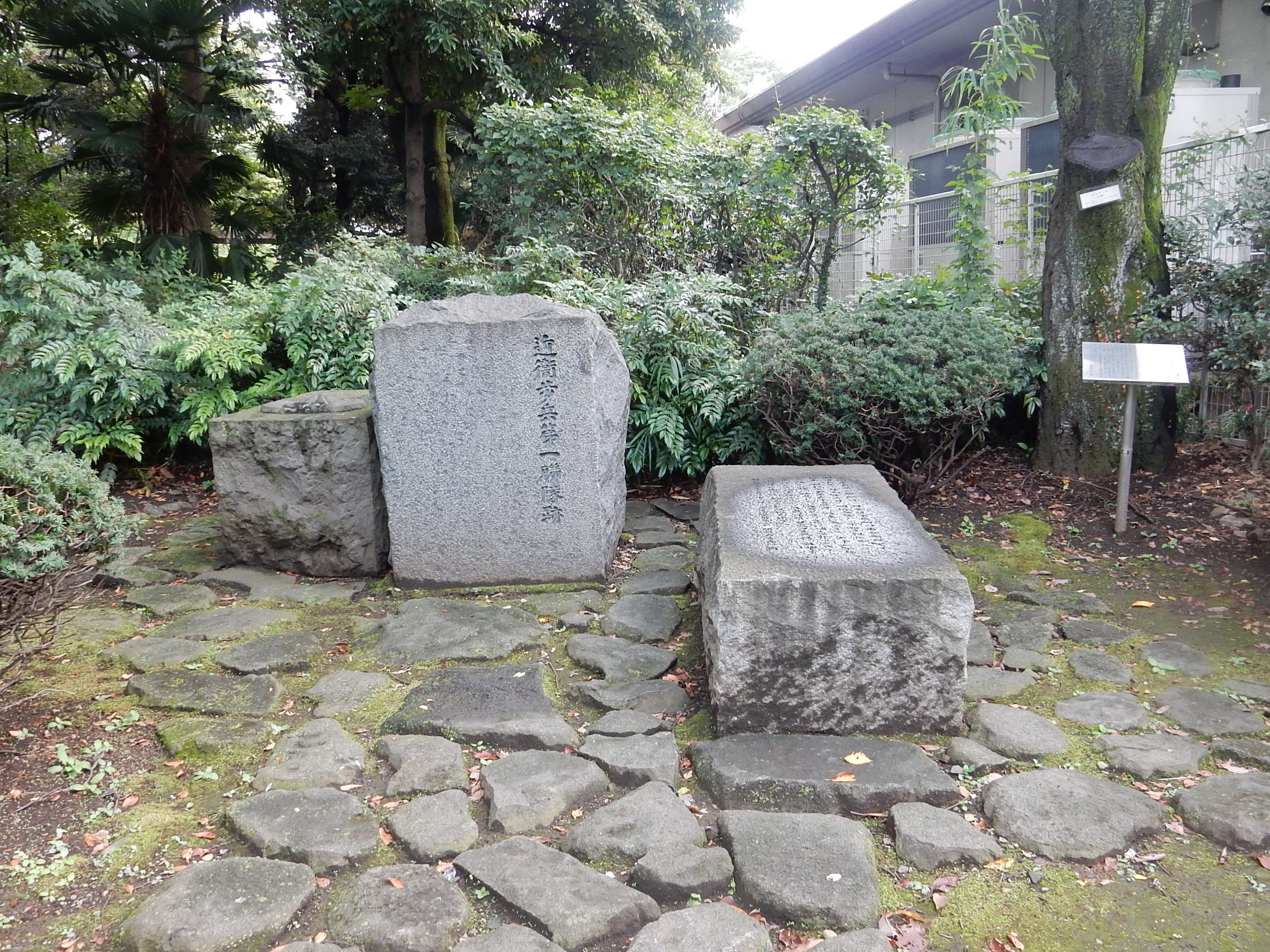
近衛歩兵第一聯隊の碑（北の丸公園内）

## 沿革
- 1874年（明治7年）

1月20日 -  近衛歩兵第1、第2大隊を基幹に編成
1月23日 -  軍旗拝受
- 1877年（明治10年） -  西南戦争に従軍。2月23日博多に上陸し、田原坂の戦いや城山の戦いに参加。10月16日凱旋
- 1891年（明治24年）12月 - 近衛師団創設
- 1894年（明治27年） - 日清戦争に従軍。4月9日宇品出港、大連に向うも急遽台湾平定へと任務変更され、台北城、台南を占領。翌1月20日凱旋。
- 1904年（明治37年） - 日露戦争に従軍。3月8日宇品出港、14日鎮南浦に上陸。鴨緑江会戦、沙河会戦、奉天会戦といった主要会戦に参加
- 1912年（大正元年） - 皇太子（のちの昭和天皇）、近衛歩兵第1連隊附陸軍歩兵少尉
- 1925年（大正14年） - 皇太子、近衛歩兵第1連隊附陸軍歩兵大佐
- 1939年（昭和14年）

11月2日 - 動員下令、近衛混成旅団隷下となる
12月5日 - 広東に上陸
12月20日 - 翁英作戦開始、翌日大隊長が戦死する。
- 1940年（昭和15年）

1月28日 - 南寧にて作戦する、その後仏印国境作戦などに参加
- 1941年（昭和16年）1月13日 - 帰還
- 1943年（昭和18年）6月1日 - 近衛師団から近衛第1師団に所属変更
- 1945年（昭和20年）

8月15日 - 終戦
8月25日 - 軍旗奉焼

## 歴代連隊長
| 代 | 氏名       | 在任期間               | 備考               |
| -- | ---------- | ---------------------- | ------------------ |
| 1  | 野崎貞澄   | 1874.1.20 -            | 中佐               |
| 2  | 国司順正   | 1878.12.19 -           |                    |
| 3  | 阿武素行   | 1880.4.30 -            |                    |
| 4  | 川上操六   | 1882.2.13 -            |                    |
| 5  | 山沢静吾   | 1884.2.13 -            |                    |
| 6  | 大迫尚敏   | 1885.5.26 -            | 中佐、1887.4.大佐  |
| 7  | 田村寛一   | 1890.10.1 -            |                    |
| 8  | 杉山直矢   | 1891.6.18 -            |                    |
| 9  | 原口兼済   | 1893.6.14 -            |                    |
| 10 | 小島政利   | 1894.8.11 - 1897.9.28  |                    |
| 11 | 平佐良蔵   | 1897.10.11 - 1900.4.25 |                    |
| 12 | 摺沢静夫   | 1900.4.25 - 1903.7.11  | 中佐、1900.10.大佐 |
| 13 | 山田忠三郎 | 1903.7.11 -            |                    |
| 14 | 渡辺湊     | 1904.8.17 -            | 中佐               |
| 15 | 千田貞幹   | 1905.4.6 - 1908.3.8    |                    |
| 16 | 由比光衛   | 1908.3.9 - 1909.5.20   |                    |
| 17 | 高島友武   | 1909.5.20 - 1912.12.19 |                    |
| 18 | 金久保万吉 | 1912.12.19 - 1914.5.11 |                    |
| 19 | 久松定謨   | 1914.5.11 - 1916.8.18  |                    |
| 20 | 井上一次   | 1916.8.18 - 1917.8.6   |                    |
| 21 | 渡辺寿     | 1917.8.6 -             |                    |
| 22 | 奥田為熊   | 1918.11.20 -           |                    |
| 23 | 篠田次助   | 1919.7.25 - 1921.7.20  |                    |
| 24 | 真崎甚三郎 | 1921.7.20 -            |                    |
| 25 | 星埜文一郎 | 1922.8.15 - 1923.8.6   |                    |
| 26 | 林桂       | 1923.8.6 -             |                    |
| 27 | 井上璞     | 1925.5.1 -             |                    |
| 28 | 平松英雄   | 1927.7.26 -            |                    |
| 29 | 福田袈裟雄 | 1929.3.16 -            |                    |
| 30 | 松村正員   | 1930.8.1 -             |                    |
| 31 | 鈴木重康   | 1931.8.1 - 1932.8.8    |                    |
| 32 | 古城胤秀   | 1932.8.8 -             |                    |
| 33 | 小泉恭次   | 1933.3.18 -            |                    |
| 34 | 田中久一   | 1935.3.15 -            |                    |
| 35 | 関原六     | 1937.3.1 -             |                    |
| 36 | 牛島敬次郎 | 1938.3.1 -             |                    |
| 37 | 鈴木鉄三   | 1940.3.9 -             |                    |
| 38 | 鵜飼芳男   | 1941.10.6 -            |                    |
| 末 | 渡辺多粮   | 1944.7.14 -            |                    |

## 所在地・アクセス
- 東京都麹町区代官町（現・千代田区北の丸公園2番地）

※東京メトロ東西線竹橋駅下車徒歩8分
※東京メトロ東西線・半蔵門線・都営地下鉄新宿線九段下駅下車徒歩10分

### 跡地
跡地は北の丸公園として整備され、師団司令部庁舎（現・東京国立近代美術館分室）を除きほとんどの建物が解体された。現在、園内の科学技術館至近に記念碑が設けられている。

### 左近の桜・右近の橘
近衛歩兵第1連隊の戦友会である近歩一会が、2008年（平成20年）に会員の高齢化を理由に解散する際に、会員がいなくなっても天皇・皇后を末永く護衛出来るようにと、宮内庁を通じて桜（左近桜）と橘（右近橘）を献木。二本の木は皇居内新吹上御所の玄関を出た正面に植樹された。